# O flacără vie
O flacără vie este un film românesc din 1984 regizat de Alexandru Boiangiu.